# قرة دونيلان
قرة دونيلان (بالإنجليزية: Kara Donnellan)‏ لاعبة كرة قدم أسترالية، ولدت في 27 فبراير 1992.

## وصلات خارجية
- قرة دونيلان على موقع AustralianFootball.com (الإنجليزية)